# دون فيلدر
دون فيلدر (بالإنجليزية: Don Felder)‏ هو عازف قيثارة وكاتب أغاني ومغني أمريكي، ولد في 21 سبتمبر 1947 في غينزفيل في الولايات المتحدة.

## وصلات خارجية
- الموقع الرسمي
- دون فيلدر على موقع IMDb (الإنجليزية)
- دون فيلدر على موقع روتن توميتوز (الإنجليزية)
- دون فيلدر على موقع ميوزك برينز (الإنجليزية)
- دون فيلدر على موقع إن إن دي بي (الإنجليزية)
- دون فيلدر على موقع أول ميوزيك (الإنجليزية)
- دون فيلدر على موقع ديسكوغز (الإنجليزية)
- دون فيلدر على موقع قاعدة بيانات الفيلم (الإنجليزية)